# Radio București FM
Radio București FM (vollständig: Radio România București FM, deutsch Radio Rumänien Bukarest) ist ein öffentlich-rechtlicher rumänischer Radiosender in Bukarest. Er ist ein Regionalsender der Societatea Română de Radiodifuziune. 
Er wurde am 16. April 1990 als Antena Bucureștilor gegründet. Am 2. Dezember 2002 wurde Antena Bucureștilor in Radio București umbenannt. 2007 erfolgte eine weitere Umbenennung in Radio București FM. Auf verschiedenen Mittelwellefrequenzen sendet die Minderheitenredaktion des öffentlich-rechtlichen rumänischen Rundfunks unter den Namen Radio Rumänien Bukarest zu gewissen Zeiten ein deutschsprachiges Programm.

## Frequenz
- Bukarest FM 98.3[4] auf Rumänisch.
- Radio Bukarest 603 kHz, 909 kHz, 1197 kHz, 1314 kHz, 1404 kHz, 1593 kHz wird stundenweise auf Ungarisch und Deutsch ausgestrahlt